# نقاشی با دود

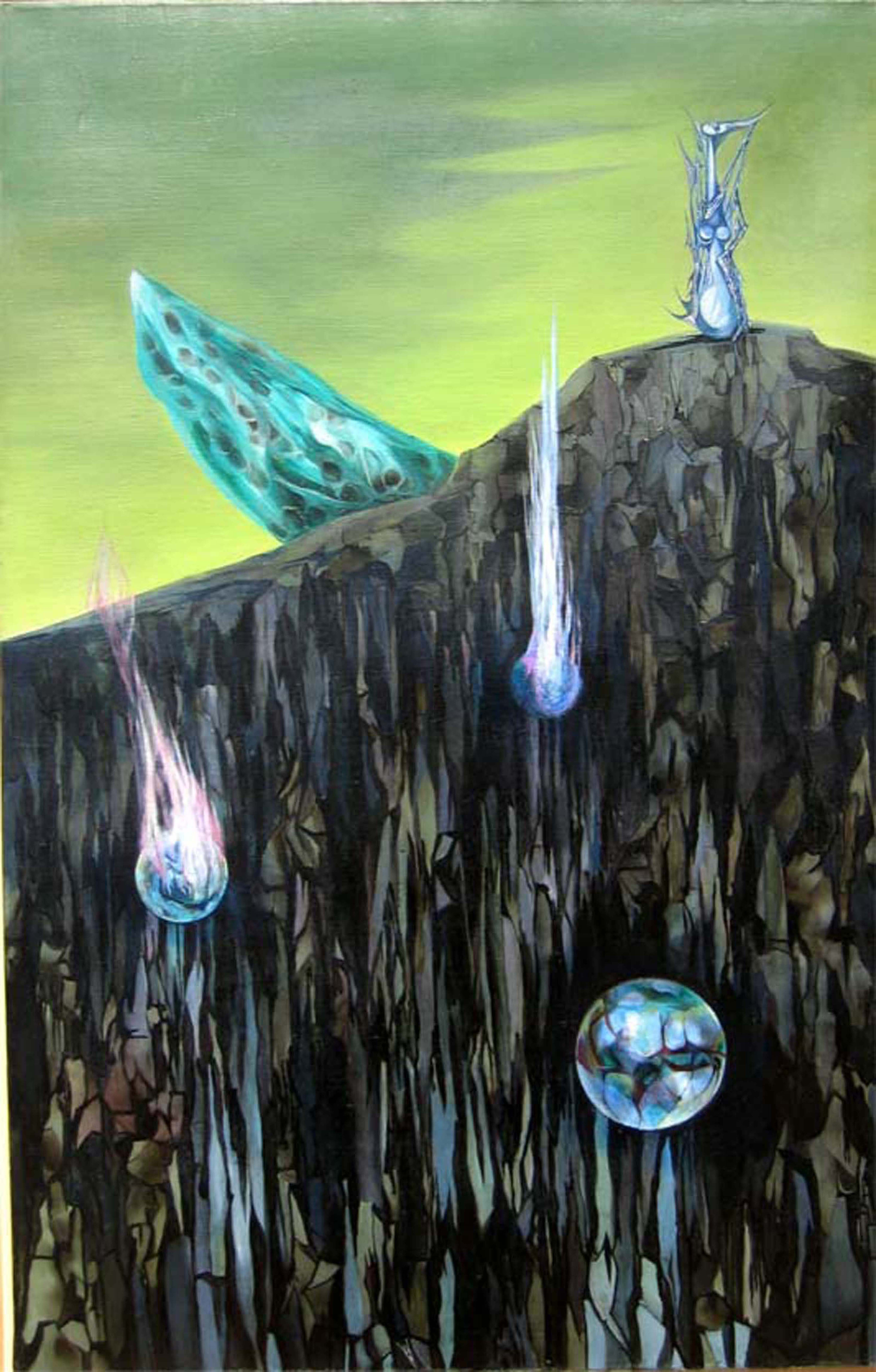
نقاشی با دود

نقاشی با دود اسلوبی نوین در نقاشی است مبنی برحرکت دادن دود شمع یا چراغ نفتی بر سطح کاغذ یا بوم تا نقشی خودزا و اتفاقی به وجود آید، و سپس خود نقاش به آن نقش سامان می‌بخشد.
این اسلوب که یکی از سبک‌های فراواقع‌گرایانه (سوررئالیستی) بشمار می‌آید توسط ولفگانگ پالن ابداع شد.